# FK Rad Belgrad
Der FK Rad (vollständiger offizieller Name auf Serbisch: Фудбалски клуб Рад Београд, Fudbalski klub Rad Beograd), meist kurz Rad (deutsch: „Arbeit“ bzw. „Die Arbeit“), auch bekannt als Građevinari („Bauingenieure“ bzw. „Die Bauingenieure“), ist ein 1958 gegründeter serbischer Fußballklub aus dem Stadtteil Banjica, der zwischen den Belgradern Gemeinden Savski Venac und Voždovac liegt. Er spielt zurzeit in der Super liga, der höchsten Spielklasse im serbischen Fußball. 

## Geschichte

### 1958–1992: Von der Vereinsgründung bis zur Erstklassigkeit
Auf Initiative mehrerer Maschinenbauer des ehemaligen Belgrader Bauunternehmens Građevinsko preduzeće „Rad“ - GP RAD, wurde der nach dem Unternehmen benannte Verein in der ersten Hälfte des Jahres 1958 gegründet. Das Unternehmen akzeptierte die Idee seiner Ingenieure, das der FK Rad den Platz des im Stadtteil Banjica beheimateten Klubs FK Razvitak in den unteren Ligen des Sozialistischen Jugoslawien einnehmen sollte und erhielt somit dessen Unterstützung. Die erste Vereinsführung bestand aus dem Vereinspräsident Petar Djerasimović, dessen Vize Ljubomir Lazić, Generalsekretär Radojica Tanasijević und Finanzmanager Željko Marjanović, alle Mitbegründer des Klubs. Der aller erste Vereinstrainer wurde Nikola Marjanović, ein ehemaliger jugoslawischer Fußballnationalspieler. Von der Gemeinde Banjica erhielt der Verein Baufläche für die Errichtung eines Fußballfeldes, das auch schließlich in relativ kurzer Zeit vom Unternehmen GP RAD gebaut wurde.
Aufgrund einer guten Vereinsorganisation, sowie der ordentlichen finanziellen Ausgangsposition, gelang es dem Klub in den folgenden vier Jahren jedes Mal aufzusteigen. Der erste Höhepunkt wurde schließlich 1973 erreicht, als Rad in die 2. jugoslawische Liga aufstieg. Dort galt man bis 1987 als stabiler Zweitligist, denn im selben Jahr gelang mit dem Meisterschaftssieg der Aufstieg in die 1. jugoslawische Liga. Bis dahin war der Verein noch in keiner Liga, an der er teilnahm, abgestiegen, was auch bis zum Zerfall Jugoslawiens 1992 bleiben sollte. Zuvor gelang in der Saison 1988/89 der 4. Platz und somit die Teilnahme am UEFA-Pokal 1989/90, wo man knapp an Olympiakos Piräus scheiterte. 1991 nahm man auch am Mitropapokal teil. Bis 1992 befand sich Rad immer in der oberen Hälfte der Tabelle.

## Stadion
Rad trägt seine Heimspiele hauptsächlich im 6.000 Zuschauer fassenden Stadion Kralj Petar Prvi aus. Es ist nach Petar I. benannt, dem ehemaligen König Serbiens und von 1918 bis zu seinem Tod König der Serben, Kroaten und Slowenen. Die Sportstätte soll bald renoviert werden, um den Qualitäts- und Sicherheitsstandards für nationale Fußballveranstaltungen der höchsten Spielklasse gerecht zu werden, ein Teil der Arbeiten wurden bereits absolviert. Bei Heimspielen gegen die beiden Belgrader Großklubs Roter Stern und Partizan übersiedelt der Verein manchmal in das Stadion Obilić, das etwa 5.000 Zuschauer fasst.

## Fans
Die organisierten Anhänger von Rad nennen sich United Force, englisch für „Vereinte Kräfte“, besser bekannt unter dem serbischen Namen Radovci („Die Anhänger von Rad“). Sie gelten als rechtsextrem.

## Spieler
- Miroslav Đukić (1988–1990)
- Miroslav Stević (1989–1992)
- Ljubinko Drulović (1990–1992)
- Miroslav Jović (1993–1996)
- Mitar Novaković (2005–2006)
- Jagoš Vuković (2006–2010)

## Erfolge
- Meister der 2. jugoslawischen Liga der Gruppe Ost 1987.

## Europapokalbilanz
| Saison  | Wettbewerb         | Runde                  | Gegner            | Gesamt | Hin     | Rück    |
| ------- | ------------------ | ---------------------- | ----------------- | ------ | ------- | ------- |
| 1989/90 | UEFA-Pokal         | 1. Runde               | Olympiakos Piräus | 2:3    | 2:1 (H) | 0:2 (A) |
| 2011/12 | UEFA Europa League | 1. Qualifikationsrunde | SP Tre Penne      | 9:1    | 6:0 (H) | 3:1 (A) |
| 2011/12 | UEFA Europa League | 2. Qualifikationsrunde | Olympiakos Volos  | 1:2    | 0:1 (H) | 1:1 (A) |

Gesamtbilanz: 6 Spiele, 3 Siege, 1 Unentschieden, 2 Niederlagen, 12:6 Tore (Tordifferenz +6)

## Trikotausrüster
Zwischen 2010 und 2012 war der belgische Sportartikelhersteller Patrick der offizielle Ausrüster des Vereins. Von 2012 bis 2014 wurde Rad von Joma ausgerüstet. Seit der Spielzeit 2014/15 rüstet der serbische Sportartikelhersteller NAAI den Klub mit Trikots, Trainings- und Freizeitkleidung aus.